# Marcus Thuram
Pour les articles homonymes, voir Thuram.
Marcus Thuram, né le 6 août 1997 à Parme en Italie, est un footballeur international français qui évolue au poste d'attaquant à l'Inter Milan.
Il est l'un des deux fils de Lilian Thuram, champion du monde 1998 et champion d'Europe 2000 avec l'équipe de France. Son frère cadet, Khéphren Thuram, est également footballeur.
Repéré par le FC Sochaux-Montbéliard, il en intègre le centre de formation à quinze ans en 2012. Il fait ses débuts en professionnel en 2015, puis prend la direction de l'EA Guingamp en 2017 avant de partir au Borussia Mönchengladbach en 2019. Il s'y impose, découvre la Ligue des champions et devient international. Il remporte le championnat d'Italie en 2024 avec l'Inter Milan et est finaliste de la Ligue des champions en 2025.
Passé par toutes les sélections jeunes, Marcus Thuram fait ses débuts avec l'équipe de France A en novembre 2020. Il participe à l'Euro 2020, la Coupe du monde 2022, dont la France est finaliste et l'Euro 2024.

## Biographie

### Enfance et formation
Marcus Thuram est le fils aîné de Sandra et du footballeur international français Lilian Thuram, vainqueur de la Coupe du monde 1998 et de l'Euro 2000. Il naît en Italie alors que son père évolue au Parme AC et doit son prénom au leader noir Marcus Garvey. Il est le grand frère de Khéphren Thuram et le petit cousin de Yohann Thuram, également footballeurs professionnels.
Après un an au FC Barcelone alors que son père y termine sa carrière, Marcus Thuram commence la pratique du football à l'Olympique de Neuilly-sur-Seine entre 2007 et 2010. Puis il rejoint l’AC Boulogne-Billancourt les deux années suivantes et entre à l'INF Clairefontaine où il termine sa préformation. Repéré par le FC Sochaux-Montbéliard, il en intègre le centre de formation en 2012.

### Débuts au FC Sochaux-Montbéliard
Marcus Thuram intègre le centre de formation du Football Club Sochaux-Montbéliard, dans le Doubs, en 2012 et débute dans l'équipe des moins de 17 ans.
Il fait ses débuts professionnels avec le club sochalien le 20 mars 2015 lors de la 29e journée de Ligue 2 contre La Berrichonne de Châteauroux en remplacement d'Édouard Butin. La même saison, il remporte la coupe Gambardella 2015 avec l'équipe U18 et marque le second but de la finale. Lors de l'été 2015, il signe son premier contrat professionnel.
Pour sa première saison professionnelle, il prend part à dix-neuf rencontres dont quinze en championnat.

### Révélation à l'EA Guingamp
Le 5 juillet 2017, il s'engage avec l'En avant Guingamp. Il marque son premier but le 10 septembre 2017 en championnat lors d'une défaite 2-1 contre l'Olympique lyonnais. Le 9 janvier 2019, après avoir raté un penalty (frappe non-cadrée) à la 61e minute lors des quarts de finale de la Coupe de la Ligue 2018-2019 face au Paris Saint-Germain, il réussit à en transformer un dans les arrêts de jeu, donnant par la même occasion la victoire à son équipe (1-2) qui élimine ainsi le quintuple tenant du titre, invaincu dans cette compétition depuis le 27 novembre 2012 et une séance de tirs au but face à Saint-Étienne.
Alors qu'il est lié par contrat avec l'EA Guingamp jusqu'en 2020, le journal La Provence annonce en juin 2019 que le président du club, Bertrand Desplat, le laisserait partir pour 20 millions d'euros.

### International avec le Borussia Mönchengladbach
En juillet 2019, Marcus Thuram s'engage avec le Borussia Mönchengladbach pour quatre ans ; le transfert est estimé à 12 millions d'euros hors bonus. Lors de son premier match officiel, au premier tour de la Coupe d'Allemagne, il marque son premier but pour sa nouvelle équipe. Il fait sa première apparition en Bundesliga le 17 août 2019, lors de la première journée de la saison 2019-2020 face au FC Schalke 04 (0-0). Il inscrit ses deux premiers buts en championnat le 22 septembre de la même année contre le Fortuna Düsseldorf après être entré en jeu à la place d'Alassane Pléa. Ces deux réalisations permettent à son équipe de s'imposer alors que l'équipe était menée (2-1). En juin 2020, il se blesse à la cheville, ce qui met un terme à sa saison.
Le 27 octobre 2020, il marque son premier but en Ligue des champions et inscrit un doublé contre le Real Madrid pour son deuxième match dans cette compétition.
Le 19 décembre 2020, en pleine pandémie de Covid-19, il se fait expulser du terrain pour avoir craché au visage de Stefan Posch, à la fin de la rencontre contre Hoffenheim (1-2). Il a été sanctionné par la Fédération allemande de 5 matches de suspension ferme et 40 000 euros d'amende.
Au mois d'avril 2023, son choix de ne pas prolonger son contrat avec Mönchengladbach et son futur départ du club allemand sont annoncés.

### Transfert à l'Inter Milan
Le 1er juillet 2023, Marcus Thuram s'engage officiellement avec l'Inter Milan en paraphant un contrat de cinq ans,,.

### Carrière en équipe nationale

#### En sélections jeunes
Avec les moins de 19 ans, il participe au championnat d'Europe des moins de 19 ans en 2015 puis à nouveau en 2016. Lors de l'édition 2015, il joue trois matchs. La France s'incline en demi-finale face à l'Espagne. Lors de l'édition 2016, il joue cinq matchs. La France remporte la compétition en battant le Portugal en demi-finale puis l'Italie en finale.
Il dispute ensuite l'année suivante avec les moins de 20 ans la Coupe du monde de cette catégorie organisée en Corée du Sud. Lors du mondial junior, il joue cinq matchs. Il s'illustre lors de la rencontre du premier tour face au Viêt Nam, en inscrivant un but, et en délivrant une passe décisive. L'équipe de France s'incline en huitièmes de finale face à l'Italie.

#### En équipe de France A
Le 5 novembre 2020, il est convoqué pour la première fois de sa carrière en équipe de France par le sélectionneur Didier Deschamps. Il honore sa première sélection et sa première titularisation contre la Finlande, à l'occasion d'un match amical, perdu 2-0. Marcus Thuram trouve notamment la barre transversale du gardien finlandais en début de match.
Le 18 mai 2021, il fait partie des 26 joueurs sélectionnés pour l'Euro 2020. Il ne joue qu'un seul match lors de ce tournoi, les huitièmes de finale, perdus face à la Suisse, le 28 juin. Il entre en jeu à la place de Kingsley Coman dans les prolongations, et transforme son tir au but lors de la séance qui permet aux Suisses d'accéder au tour suivant.
Il est convoqué comme vingt-sixième et dernier joueur de la liste de Didier Deschamps pour disputer la Coupe du monde de football 2022 au Qatar, avec l'équipe de France. Il entre en jeu à cinq reprises notamment lors de la finale perdue aux tirs au but contre l'Argentine.
En mai 2024, il figure au sein d’une liste de 25 joueurs appelés par Didier Deschamps pour l'Euro 2024. Il est l'avant-centre titulaire de l'équipe de France lors de l'Euro allemand. Son bilan ; trois matchs joués en pointe, un peu moins d’un tir cadré en moyenne (2), aucun but, aucune passe décisive ; est mitigé et il essuie des critiques, à l'instar du reste de l'équipe. Éliminés en demi-finale par l’Espagne (2-1), les joueurs de l’équipe de France ont déçu dans le jeu.
En mai, il fait partie du groupe de 25 joueurs convoqués pour participer à la phase finale de Ligue des nations. Il est titulaire lors de la petite finale remportée deux buts à zéro contre l'Allemagne.

## Statistiques
| Saison                | Club                     | Championnat           | Championnat | Championnat | Championnat | Coupe nationale | Coupe nationale | Coupe nationale | Coupe de la Ligue | Coupe de la Ligue | Coupe de la Ligue | Supercoupe | Supercoupe | Supercoupe | Compétition(s) continentale(s) | Compétition(s) continentale(s) | Compétition(s) continentale(s) | Compétition(s) continentale(s) | Coupe du monde des clubs | Coupe du monde des clubs | Coupe du monde des clubs | Total | Total | Total |
| Saison                | Club                     | Division              | M.          | B.          | P.d.        | M.              | B.              | P.d.            | M.                | B.                | P.d.              | M.         | B.         | P.d.       | Comp.                          | M.                             | B.                             | P.d.                           | M.                       | B.                       | P.d.                     | M.    | B.    | P.d.  |
| 2014-2015             | FC Sochaux-Montbéliard   | Ligue 2               | 1           | 0           | 0           | -               | -               | -               | -                 | -                 | -                 | -          | -          | -          | -                              | -                              | -                              | -                              | -                        | -                        | -                        | 1     | 0     | 0     |
| 2015-2016             | FC Sochaux-Montbéliard   | Ligue 2               | 15          | 0           | 1           | 3               | 0               | 0               | 1                 | 0                 | 0                 | -          | -          | -          | -                              | -                              | -                              | -                              | -                        | -                        | -                        | 19    | 0     | 1     |
| 2016-2017             | FC Sochaux-Montbéliard   | Ligue 2               | 21          | 1           | 1           | -               | -               | -               | 2                 | 0                 | 0                 | -          | -          | -          | -                              | -                              | -                              | -                              | -                        | -                        | -                        | 23    | 1     | 1     |
| Sous-total            | Sous-total               | Sous-total            | 37          | 1           | 2           | 3               | 0               | 0               | 3                 | 0                 | 0                 | -          | -          | -          | -                              | -                              | -                              | -                              | -                        | -                        | -                        | 43    | 1     | 2     |
| 2017-2018             | EA Guingamp              | Ligue 1               | 32          | 3           | 3           | 2               | 1               | 0               | -                 | -                 | -                 | -          | -          | -          | -                              | -                              | -                              | -                              | -                        | -                        | -                        | 34    | 4     | 3     |
| 2018-2019             | EA Guingamp              | Ligue 1               | 32          | 9           | 1           | 3               | 2               | 0               | 3                 | 2                 | 0                 | -          | -          | -          | -                              | -                              | -                              | -                              | -                        | -                        | -                        | 38    | 13    | 1     |
| Sous-total            | Sous-total               | Sous-total            | 64          | 12          | 4           | 5               | 3               | 0               | 3                 | 2                 | 0                 | -          | -          | -          | -                              | -                              | -                              | -                              | -                        | -                        | -                        | 72    | 17    | 4     |
| 2019-2020             | Borussia Mönchengladbach | Bundesliga            | 31          | 10          | 8           | 2               | 2               | 0               | -                 | -                 | -                 | -          | -          | -          | C3                             | 6                              | 2                              | 1                              | -                        | -                        | -                        | 39    | 14    | 9     |
| 2020-2021             | Borussia Mönchengladbach | Bundesliga            | 29          | 8           | 7           | 3               | 1               | 1               | -                 | -                 | -                 | -          | -          | -          | C1                             | 8                              | 2                              | 4                              | -                        | -                        | -                        | 40    | 11    | 12    |
| 2021-2022             | Borussia Mönchengladbach | Bundesliga            | 21          | 3           | 1           | 2               | 0               | 0               | -                 | -                 | -                 | -          | -          | -          | -                              | -                              | -                              | -                              | -                        | -                        | -                        | 23    | 3     | 1     |
| 2022-2023             | Borussia Mönchengladbach | Bundesliga            | 30          | 13          | 6           | 2               | 3               | 1               | -                 | -                 | -                 | -          | -          | -          | -                              | -                              | -                              | -                              | -                        | -                        | -                        | 32    | 16    | 7     |
| Sous-total            | Sous-total               | Sous-total            | 111         | 34          | 22          | 9               | 6               | 1               | -                 | -                 | -                 | -          | -          | -          | -                              | 14                             | 4                              | 5                              | -                        | -                        | -                        | 134   | 44    | 28    |
| 2023-2024             | Inter Milan              | Serie A               | 35          | 13          | 7           | 1               | 0               | 0               | -                 | -                 | -                 | 2          | 1          | 0          | C1                             | 8                              | 1                              | 0                              | -                        | -                        | -                        | 46    | 15    | 7     |
| 2024-2025             | Inter Milan              | Serie A               | 32          | 14          | 3           | 1               | 0               | 0               | -                 | -                 | -                 | 1          | 0          | 0          | C1                             | 14                             | 4                              | 1                              | 2                        | 0                        | 0                        | 50    | 18    | 4     |
| Sous-total            | Sous-total               | Sous-total            | 67          | 27          | 10          | 2               | 0               | 0               | -                 | -                 | -                 | 3          | 1          | 0          | -                              | 22                             | 5                              | 1                              | 2                        | 0                        | 0                        | 96    | 33    | 11    |
| Total sur la carrière | Total sur la carrière    | Total sur la carrière | 279         | 74          | 38          | 19              | 9               | 1               | 6                 | 2                 | 0                 | 3          | 1          | 0          | -                              | 36                             | 9                              | 6                              | 2                        | 0                        | 0                        | 345   | 95    | 45    |

### En sélections nationales
| Saison                | Sélection             | Phases finales              | Phases finales | Phases finales | Phases finales | Éliminatoires | Éliminatoires | Éliminatoires | Ligue des nations | Ligue des nations | Ligue des nations | Matchs amicaux | Matchs amicaux | Matchs amicaux | Total | Total | Total |
| Saison                | Sélection             | Compétition                 | M              | B              | Pd             | M             | B             | Pd            | M                 | B                 | Pd                | M              | B              | Pd             | M     | B     | Pd    |
| --------------------- | --------------------- | --------------------------- | -------------- | -------------- | -------------- | ------------- | ------------- | ------------- | ----------------- | ----------------- | ----------------- | -------------- | -------------- | -------------- | ----- | ----- | ----- |
| 2020-2021             | France                | Euro 2020                   | 1              | 0              | 0              | -             | -             | -             | 2                 | 0                 | 1                 | 1              | 0              | 0              | 4     | 0     | 1     |
| 2022-2023             | France                | Coupe du monde 2022         | 5              | 0              | 2              | 1             | 0             | 0             | -                 | -                 | -                 | -              | -              | -              | 6     | 0     | 2     |
| 2023-2024             | France                | Euro 2024                   | 4              | 0              | 0              | 4             | 2             | 0             | -                 | -                 | -                 | 6              | 0              | 0              | 14    | 2     | 0     |
| 2024-2025             | France                | Ligue des nations 2024-2025 | 1              | 0              | 0              | -             | -             | -             | 5                 | 0                 | 0                 | -              | -              | -              | 6     | 0     | 0     |
| Total sur la carrière | Total sur la carrière | Total sur la carrière       | 11             | 0              | 2              | 5             | 2             | 0             | 7                 | 0                 | 1                 | 7              | 0              | 0              | 30    | 2     | 3     |

### Liste des matchs internationaux
| Matchs internationaux de Marcus Thuram | Matchs internationaux de Marcus Thuram | Matchs internationaux de Marcus Thuram              | Matchs internationaux de Marcus Thuram | Matchs internationaux de Marcus Thuram | Matchs internationaux de Marcus Thuram                                | Matchs internationaux de Marcus Thuram                               |
|                                        | Date                                   | Lieu                                                | Adversaire                             | Résultat                               | Compétition                                                           | Notes                                                                |
| -------------------------------------- | -------------------------------------- | --------------------------------------------------- | -------------------------------------- | -------------------------------------- | --------------------------------------------------------------------- | -------------------------------------------------------------------- |
| 1.                                     | 11 novembre 2020                       | Stade de France, Saint-Denis, France                | Finlande                               | 0 - 2                                  | Match amical                                                          | Titulaire.                                                           |
| 2.                                     | 14 novembre 2020                       | Estádio da Luz, Lisbonne, Portugal                  | Portugal                               | 0 - 1                                  | Ligue des nations 2020-2021                                           | Entre en jeu à la place de Kingsley Coman à la 59e minute de jeu.    |
| 3.                                     | 17 novembre 2020                       | Stade de France, Saint-Denis, France                | Suède                                  | 4 - 2                                  | Ligue des nations 2020-2021                                           | Titulaire et remplacé par Kylian Mbappé à la 58e minute de jeu.      |
| 4.                                     | 28 juin 2021                           | Arena Națională, Bucarest, Roumanie                 | Suisse                                 | 3 - 3 4-5 t.a.b                        | Euro 2020                                                             | Entre en jeu à la place de Kingsley Coman à la 111e minute de jeu.   |
| 5.                                     | 22 novembre 2022                       | Stade Al-Janoub, Al Wakrah, Qatar                   | Australie                              | 4 - 1                                  | Coupe du monde 2022                                                   | Entre en jeu à la place d'Olivier Giroud à la 89e minute de jeu.     |
| 6.                                     | 26 novembre 2022                       | Stade 974, Doha, Qatar                              | Danemark                               | 2 - 1                                  | Coupe du monde 2022                                                   | Entre en jeu à la place d'Olivier Giroud à la 63e minute de jeu.     |
| 7.                                     | 4 décembre 2022                        | Stade Al-Thumama, Doha, Qatar                       | Pologne                                | 3 - 1                                  | Coupe du monde 2022                                                   | Entre en jeu à la place d'Olivier Giroud à la 76e minute de jeu.     |
| 8.                                     | 14 décembre 2022                       | Stade Al-Bayt, Al-Khor, Qatar                       | Maroc                                  | 2 - 0                                  | Coupe du monde 2022                                                   | Entre en jeu à la place d'Olivier Giroud à la 65e minute de jeu.     |
| 9.                                     | 18 décembre 2022                       | Stade de Lusail, Lusail, Qatar                      | Argentine                              | 3 - 3 4-2 t.a.b                        | Coupe du monde 2022                                                   | Entre en jeu à la place d'Olivier Giroud à la 41e minute de jeu.     |
| 10.                                    | 27 mars 2023                           | Aviva Stadium, Dublin, Irlande                      | République d'Irlande                   | 0 - 1                                  | Éliminatoires de l'Euro 2024                                          | Entre en jeu à la place de Randal Kolo Muani à la 90e minute de jeu. |
| 11.                                    | 7 septembre 2023                       | Parc des Princes, Paris, France                     | République d'Irlande                   | 2 - 0                                  | Éliminatoires de l'Euro 2024                                          | Entre en jeu à la place d'Olivier Giroud à la 26e minute de jeu.     |
| 12.                                    | 12 septembre 2023                      | Signal Iduna Park, Dortmund, Allemagne              | Allemagne                              | 2 - 1                                  | Match amical                                                          | Entre en jeu à la place de Randal Kolo Muani à la 64e minute de jeu. |
| 13.                                    | 13 octobre 2023                        | Johan Cruyff Arena, Amsterdam, Pays-Bas             | Pays-Bas                               | 1 - 2                                  | Éliminatoires de l'Euro 2024                                          | Entre en jeu à la place de Randal Kolo Muani à la 80e minute de jeu. |
| 14.                                    | 17 octobre 2023                        | Stade Pierre-Mauroy, Villeneuve-d'Ascq, France      | Écosse                                 | 4 - 1                                  | Match amical                                                          | Entre en jeu à la place d'Olivier Giroud à la 64e minute de jeu.     |
| 15.                                    | 18 novembre 2023                       | Allianz Riviera, Nice, France                       | Gibraltar                              | 14 - 0                                 | Éliminatoires de l'Euro 2024                                          | Titulaire et remplacé par Olivier Giroud à la 67e minute de jeu.     |
| 16.                                    | 21 novembre 2023                       | Stade Agiá Sofiá, Athènes, Grèce                    | Grèce                                  | 2 - 2                                  | Éliminatoires de l'Euro 2024                                          | Entre en jeu à la place d'Olivier Giroud à la 70e minute de jeu.     |
| 17.                                    | 23 mars 2024                           | Parc Olympique lyonnais, Décines-Charpieu, France   | Allemagne                              | 0 - 2                                  | Match amical                                                          | Titulaire et remplacé par Olivier Giroud à la 61e minute de jeu.     |
| 18.                                    | 26 mars 2024                           | Stade Vélodrome, Marseille, France                  | Chili                                  | 3 - 2                                  | Match amical                                                          | Entre en jeu à la place d'Olivier Giroud à la 83e minute de jeu.     |
| 19.                                    | 5 juin 2024                            | Stade Saint-Symphorien, Longeville-lès-Metz, France | Luxembourg                             | 3 - 0                                  | Match amical                                                          | Titulaire et remplacé par Bradley Barcola à la 81e minute de jeu.    |
| 20.                                    | 9 juin 2024                            | Matmut Atlantique, Bordeaux, France                 | Canada                                 | 0 - 0                                  | Match amical                                                          | Titulaire et remplacé par Kingsley Coman à la 74e minute de jeu.     |
| 21.                                    | 17 juin 2024                           | Düsseldorf Arena, Düsseldorf, Allemagne             | Autriche                               | 0 - 1                                  | Euro 2024                                                             | Titulaire.                                                           |
| 22.                                    | 21 juin 2024                           | Stade de Leipzig, Leipzig, Allemagne                | Pays-Bas                               | 0 - 0                                  | Euro 2024                                                             | Titulaire et remplacé par Olivier Giroud à la 75e minute de jeu.     |
| 23.                                    | 1er juillet 2024                       | Düsseldorf Arena, Düsseldorf, Allemagne             | Belgique                               | 1 - 0                                  | Euro 2024                                                             | Titulaire et remplacé par Randal Kolo Muani à la 62e minute de jeu.  |
| 24.                                    | 5 juillet 2024                         | Volksparkstadion, Hambourg, Allemagne               | Portugal                               | 0 - 0 3-5 t.a.b                        | Euro 2024                                                             | Entre en jeu à la place de Randal Kolo Muani à la 86e minute de jeu. |
| 25.                                    | 6 septembre 2024                       | Parc des Princes, Paris, France                     | Italie                                 | 1 - 3                                  | Ligue des nations 2024-2025                                           | Entre en jeu à la place d'Antoine Griezmann à la 77e minute de jeu.  |
| 26.                                    | 9 septembre 2024                       | Parc Olympique lyonnais, Décines-Charpieu, France   | Belgique                               | 2 - 0                                  | Titulaire et remplacé par Bradley Barcola à la 67e minute de jeu.     |                                                                      |
| 27.                                    | 14 octobre 2024                        | Stade Roi Baudouin, Bruxelles, Belgique             | Belgique                               | 1 - 2                                  | Entre en jeu à la place de Randal Kolo Muani à la 90e minute de jeu.  |                                                                      |
| 28.                                    | 14 novembre 2024                       | Stade de France, Saint-Denis, France                | Israël                                 | 0 - 0                                  | Entre en jeu à la place de Warren Zaïre-Emery à la 78e minute de jeu. |                                                                      |
| 29.                                    | 17 novembre 2024                       | Stade San Siro, Milan, Italie                       | Italie                                 | 1 - 3                                  | Titulaire et remplacé par Bradley Barcola à la 78e minute de jeu.     |                                                                      |
| 30.                                    | 8 juin 2025                            | MHPArena, Stuttgart, Allemagne                      | Allemagne                              | 0 - 2                                  | Titulaire et remplacé par Mattéo Guendouzi à la 90e minute de jeu.    |                                                                      |

### Buts internationaux
| Buts internationaux de Marcus Thuram | Buts internationaux de Marcus Thuram | Buts internationaux de Marcus Thuram | Buts internationaux de Marcus Thuram | Buts internationaux de Marcus Thuram | Buts internationaux de Marcus Thuram | Buts internationaux de Marcus Thuram | Buts internationaux de Marcus Thuram | Buts internationaux de Marcus Thuram |
|                                      | Date                                 | Lieu                                 | Adversaire                           | Résultat                             | Compétition                          | Notes                                | Notes                                | Sel.                                 |
| ------------------------------------ | ------------------------------------ | ------------------------------------ | ------------------------------------ | ------------------------------------ | ------------------------------------ | ------------------------------------ | ------------------------------------ | ------------------------------------ |
| 1.                                   | 7 septembre 2023                     | Parc des Princes, Paris, France      | République d'Irlande                 | 2 - 0                                | Éliminatoires de l'Euro 2024         | 2 - 0                                | 48e du pied droit                    | 11e                                  |
| 2.                                   | 18 novembre 2023                     | Allianz Riviera, Nice, France        | Gibraltar                            | 14 - 0                               | Éliminatoires de l'Euro 2024         | 2 - 0                                | 4e du pied droit                     | 15e                                  |

## Palmarès

### En club
Marcus Thuram est formé au FC Sochaux-Montbéliard avec qui il remporte la Coupe Gambardella avec les moins de 19 ans. Parti ensuite à l'En avant de Guingamp, il y joue une finale de Coupe de la ligue mais s'incline aux tirs au but contre le RC Strasbourg.
Après un passage au Borussia Mönchengladbach, c'est finalement sous les couleurs de l'Inter Milan qu'il remporte ses premiers titres professionnels puisqu'il est sacré Champion d'Italie dès sa première saison au club après avoir remporté la Supercoupe d'Italie. La saison suivante, il termine vice-champion d'Italie et s'incline en finale de Ligue des champions face au Paris Saint-Germain.
| FC Sochaux-Montbéliard (1)               | EA Guingamp                              | Inter Milan (2) |
| ---------------------------------------- | ---------------------------------------- | --- |
| - Coupe Gambardella : - Vainqueur : 2015 | - Coupe de la Ligue : - Finaliste : 2019 | - Championnat d'Italie : - Champion : 2024 - Vice-champion : 2025 - Supercoupe d'Italie : - Vainqueur : 2023 - Finaliste : 2024 - Ligue des champions : - Finaliste : 2025 |

### En sélection
Avec l'équipe de France des moins de 19 ans, il remporte l'Euro 2016.
Avec l'équipe de France, Marcus Thuram compte 30 sélections pour 2 buts et à joué les Euro 2020 et 2024 ainsi que la Coupe du monde 2022 au Qatar dont il est finaliste. Il termine également troisième de la Ligue des nations en 2025.
| France -19 ans (1)                | Équipe de France                                                           |
| --------------------------------- | -------------------------------------------------------------------------- |
| - Euro -19 ans - Vainqueur : 2016 | - Coupe du monde - Finaliste : 2022 - Ligue des nations - Troisième : 2025 |

### Distinctions individuelles
Borussia Mönchengladbach :
- Rookie of the month (meilleur jeune du mois) du Championnat d'Allemagne : septembre, octobre et novembre 2019[36].
- Meilleur joueur de la saison 2019-2020 par les supporters[37].

## Opinions politiques
Marcus Thuram appelle à participer aux législatives de juin 2024, les sondages annonçant une victoire plausible du Rassemblement National, en mettant en cause le rôle des télévisions : « je ne vais pas citer d’émissions en particulier, mais quand je suis en Italie et que j’allume ma télé, que je vois certains débats… Je pense que c’est fait pour faciliter la montée du RN », déclare-t-il dans une interview au quotidien Le Parisien, tout en rappelant que « chacun doit faire ce qu’il sent, ce qu’il estime juste. On peut être plus pudique sur ce sujet, mais je me répète, je n’ai aucun doute que tout le monde pense comme moi en Bleu ». Le lendemain, Kylian Mbappé « se range avec » lui en affirmant qu'il est contre tous les extrêmes.